# Ancaeobacter aquaticus
Espèce
"Candidatus Ancaeobacter aquaticus" est une espèce bactérienne du phylum candidat "Auribacterota" du règne des Bacteria.

## Historique
Cette espèce est proposée en 2022 par T. J. Williams sous le nom de "candidatus Ancaeobacter aquaticus" pour contenir les bactéries non cultivables de l'espèce "candidatus Ancaeobacter aquaticus"[pas clair] identifiées dans le lac Ace, qui est un lac méromictique d'origine marine de 25 m de profondeur situé dans les Collines de Vestfold de l'Antarctique de l'Est.

## Description
Sa plus forte abondance est à une profondeur de 18 m dans la zone d'anoxie.

## Taxonomie
Le nom de "candidatus Ancaeobacter aquaticus" a été publié de manière non valide et ce nom est considéré comme le nom préféré et non pas le nom correct.

### Étymologie
L'épithète spécifiqueaquaticus signifie « qui vient de la mer ».